# Đội tuyển bóng đá quốc gia Quần đảo Bắc Mariana
Đội tuyển bóng đá quốc gia Quần đảo Bắc Mariana là đội tuyển cấp quốc gia của Quần đảo Bắc Mariana do Hiệp hội bóng đá Quần đảo Bắc Mariana quản lý. Vào ngày 02 tháng 7 năm 2023, FIFA và AFC cấp phép cho đội tuyển tham dự Vòng loại Cúp bóng đá châu Á 2027

## Thành tích tại giải quốc tế

### Thành tích tại Cúp Challenge AFC
- 2006 đến 2012 - Không tham dự
- 2014 - Không vượt qua vòng loại

### Thành tích tại Cúp bóng đá châu Á
- 1956 đến 2011 - Không tham dự
- 2015 - Không vượt qua vòng loại
- 2019 đến 2023 - Không được tham dự vòng loại[3]

### Thành tích tại Giải vô địch bóng đá Đông Á
- 2003 đến 2005 - Không tham dự
- 2008 đến 2013 - Hạng 10

## Đội hình hiện tại
Danh sách các cầu thủ cho trận đấu giao hữu ở Quần đảo Bắc Mariana với Guam.

| Số | VT | Cầu thủ            | Ngày sinh (tuổi)  | Trận | Bàn | Câu lạc bộ              |
| -- | -- | ------------------ | ----------------- | ---- | --- | ----------------------- |
| 1  | TM | Christopher Aninzo | 6 tháng 1, 2000   | 6    | 0   | MP United               |
| 12 | TM | John Bucayo        | 10 tháng 3, 2001  | 1    | 0   | MP United               |
|    |    |                    |                   |      |     |                         |
| 3  | HV | Hark Galarion      | 4 tháng 8, 1999   | 3    | 0   | Tan Holdings            |
| 4  | HV | Ryan Relucio       | 20 tháng 11, 1999 | 3    | 0   | Tan Holdings            |
| 6  | HV | Lucas Knecht       | 30 tháng 3, 1993  | 11   | 0   | VfL Osnabrück           |
| 8  | HV | Michael Barry      | 10 tháng 11, 1995 | 10   | 0   | Saint Leo University    |
| 14 | HV | Enrico del Rosario | 21 tháng 3, 1997  | 6    | 0   | Northern Kentucky Nitro |
| 16 | HV | Dai Podziewski     | 31 tháng 8, 2001  | 2    | 0   | Suffolk University      |
| 20 | HV | Euly Ermitanio     | 30 tháng 3, 2000  | 3    | 0   | University of Guam      |
| 21 | HV | Jeremiah Diaz      | 12 tháng 1, 2004  | 1    | 0   | Park University         |
|    |    |                    |                   |      |     |                         |
| 2  | TV | Kohtaro Goto       | 23 tháng 5, 2004  | 2    | 0   | Park University         |
| 5  | TV | Jehn Joyner        | 9 tháng 10, 1997  | 10   | 0   | Bank of Guam Strykers   |
| 7  | TV | Anthony Fruit      | 10 tháng 1, 2001  | 2    | 0   | SG Aumund-Vegesack      |
| 9  | TV | Joel Fruit         | 31 tháng 5, 1998  | 10   | 0   | Paire                   |
| 10 | TV | Ryu Tanzawa        | 4 tháng 3, 1998   | 3    | 0   | Nihon University        |
| 13 | TV | Jireh Yobech       | 8 tháng 7, 1996   | 8    | 0   | Inter Godfather's       |
| 17 | TV | John Rojas         | 29 tháng 6, 2002  | 3    | 0   | Tan Holdings            |
| 18 | TV | Dev Bachani        | 4 tháng 5, 2005   | 2    | 0   | Park University         |
|    |    |                    |                   |      |     |                         |
| 11 | TĐ | Taka Borja         | 20 tháng 11, 2003 | 2    | 1   | Teen Ayuyu              |
| 15 | TĐ | Sunjoon Tenorio    | 20 tháng 5, 2001  | 3    | 1   | Warner Pacific Knights  |
| 19 | TĐ | Michah Griffin     | 26 tháng 10, 1997 | 3    | 1   | MP United               |
| 22 | TĐ | Tanapon Unsa       | 1 tháng 7, 1996   | 2    | 1   | Eleven Tiger            |
| 23 | TĐ | Richard Steele     | 30 tháng 3, 2004  | 1    | 0   | Walla Walla Wolves      |
| 24 | TĐ | Joe Wang Miller    | 3 tháng 2, 1989   | 15   | 4   | Guam Shipyard           |